# Мадера (округ)
Маде́ра — округ, расположенный в Калифорнийской долине, штат Калифорния, США. Окружной центр — город Мадера. Население округа по переписи 2008 года составляет 152 465 человек.

## История
Округ Мадера был сформирован в 1893 году из южной части округа Марипоса во время дополнительных выборов, состоявшихся 16 мая 1893 года. Жители, проживавшие на территории будущего округа, собрали 358 голосов из 1179 для создания нового округа.
Округ получил своё название от одноимённого города, построенного для вырубки древесины в 1876 году. Термин "Мадера" на испанском означает древесина.

## Демография
По переписи 2000 года в местности насчитывалось 123 109 человек, 36 155 домохозяйств, 28 598 семей. Плотность населения равна 58 человек на км². Расовый состав: 62,23% белые, 4,12% чёрные, 2,61% коренные американцы, 1,27% азиаты, 24,35% другие расы и 5,25% две и более рас. 8,0% были немцами, 5,9% англичанами, 5,3% ирландцами.
Существовало 36 155 домохозяйств, из которых 40,2% имели детей в возрасте до 18 лет, 60,9% супружеских пар, 12,2% женщин проживало без мужей, а 20,9% не имели семью. Средний размер домохозяйства равен 3,18, средний размер семьи 3,52.
Средний доход на домохозяйство составил $36 286, а средний доход на семью $39 226. Мужчины имеют средний доход в $33 658, женщины $24 415. Доход на душу населения равен $14 682. 21,4% семей или 15,9% населения живут за чертой бедности, в том числе 28,6% из них моложе 18 лет и 9,0% от 65 лет и старше.
В округе 29,6% населения в возрасте до 18 лет, 9,9% от 18 до 24 лет, 29,1 от 25 до 44 лет, 20,4% от 45 до 64 лет, и 11,0% от 65 лет и старше. Средний возраст составляет 33 года. На каждые 100 женщин приходится 91,8 мужчин. На каждые 100 женщин в возрасте от 18 лет и старше приходится 86,0 мужчин.

## Транспортная инфраструктура

### Главные магистрали
- State Route 41
- State Route 49
- State Route 99
- State Route 145
- State Route 152

### Аэропорт
Муницинальный аэропорт Мадера и аэропорт Чоучилла являются главными аэропортами округа.